# 外送江湖骑士联盟
外送江湖骑士联盟，部分媒体称为外卖江湖骑士联盟，是中华人民共和国未注册的外卖员从业者组织，部分外媒认为其为独立工会，形成于2019年7月。联盟以微信群形式运作，起源于“盟主”陈国江于2019年7月创建的群组“外卖骑手交流群”，2019年12月改为现名。联盟以组织大规模聚餐、提供法律援助和生活帮助等形式为骑手服务，并通过发布短视频和代理健康证、电池等业务扩大影响力。截至2021年2月，该组织共有14000余名成员，在北京地区有16个微信群。
2021年2月18日，“盟主”陈国江在网上曝光“饿了么”平台对外卖员春节期间奖励有欺骗嫌疑，此后其发布的视频被限流。2月25日，陈国江被北京警方因未具名原因拘留，外送江湖骑士联盟实质性解体。

## 历史
吃不饱的时候就是为了吃，在你吃饱喝足以后，你就为了尊严。
外送江湖骑士联盟“盟主”陈国江，化名熊焰、陈天河、陈生、赵磊等，1990年出生，贵州省赫章县人，小学五年级文化。早年间学过厨艺，17岁到北京打工，做过工地看守，送过外卖，2011年承包了一个网吧的食堂，2015年开设饭店，曾因未办理营业执照被拘留四天，两年后因亏损严重而被迫歇业。2018年9月，陈国江转而以送外卖为生。

### 创立
2019年7月前后，因不满外卖骑手权益低位，陈国江发起微信群“外卖骑手交流群”，并组织在京外卖员于送餐盒后贴上加入方式，两日内即组建了两个群，有两百人加入。群聊起初为外卖骑手交流互助为主，群主陈国江后开始组织外卖骑手聚餐。在2019年11月因筹划外卖员罢工以抗议美团、饿了么在双十一期间压低派件单价而被拘留26天后，陈国江开始于12月组织“骑士联盟”、“全国全平台骑手团结/互助/交流/共享群”，自称“外送江湖骑士联盟盟主”，并通过派发传单、老群友邀请等方式招纳盟员，同时在快手、抖音、哔哩哔哩等平台开设账号，形成“外送江湖骑士联盟”。2020年9月时，中国大陆共有11个以陈国江为群主的外卖员微信群组。

### 发展
2020年10月，陈国江及外送江湖骑士联盟在北京东三环十里河“盟主出租屋”建立了骑手之家，为在京务工的外卖从业者提供免费暂住、行业技术指导等服务，并在工作外亲自协助骑手处理交通事故及运送纠纷，两个月后被社区民警以“防疫治安压力”为由要求关闭。外送江湖骑士联盟的组织规模也在不断扩大，截至2020年11月，超过1万名外卖员加入联盟群组，亦涌现出“西直门骑士联盟”等组织，这使得陈国江不再以送外卖为主业，转而以通过联盟帮助骑手办理健康证、与企业合作代理租赁电动车电瓶、发布短视频等方式维生，但仍不时运送京郊长途外卖。截至2021年2月，陈国江的抖音和快手账号粉丝数总和达到十五万。

### 瓦解
2021年1月，饿了么针对众包优选骑手推出了“畅跑春节优选系列赛”活动，称若外卖员满足活动时间内七期派单任务即可获得8200元奖励，然而在实际操作中却将第六期派件量从一周200单无预示上调到380单，引发骑手不满。2月18日凌晨，陈国江应工友之邀在新浪微博上传视频，质疑饿了么“春节奖励金忽悠骑手留京”，引发网络激烈讨论。迫于舆论压力，饿了么在21日发布道歉声明，称会增加补偿活动和调低第七期派件量。
2月25日晚，陈国江被北京警方带走，外送江湖骑士联盟也停止活动，外界猜测与其先前针对饿了么活动发表的质疑有关。在陈国江被拘留后，一名饿了么工作人员对媒体称“他（陈国江）因为有拘留史在19年被平台拉黑，不是我们平台的骑手了”。3月17日，其家人收到北京市公安局朝阳分局发出的刑事拘留通知书，称陈国江涉嫌寻衅滋事罪于2月26日被拘留，羁押于朝阳区看守所。4月2日，陈国江的亲属收到了他被正式逮捕的通知书。

## 活动
陈国江通过外送江湖骑士联盟面向在京外卖从业者举办多种活动，包括每月一次聚餐、解决交通纠纷、联系法律援助，协助外来务工人员找房子、租电池、办健康证，组织外卖员游泳、泡温泉等，同时在微信群中对外卖员通过直播讲授正当防卫方法和与平台、商家、顾客的协商方式。截至2020年末，聚餐数量达20场。在2020年9月《人物》杂志《外卖骑手，困在系统里》一文发表后，联盟“盟主”陈国江多次接受记者采访。此外，联盟也曾于2019年11月筹划罢工，但因警方的干预而未举行。

## 目的
陈国江在接受《北京青年报》记者采访时称，组织外送江湖骑士联盟的目的是“帮大家做点事，帮大家发发声”，他个人亦希望“有一天能作为骑手代表跟平台好好沟通一次”，“将骑手们的诉求反映给平台领导，最好是直接跟美团王兴对话”。面对记者对其组织性质的质疑，陈国江回应称“都是外卖员的同行同事，在群里也是互相帮助的角色，怎么能说是手下。再说，要是有关部门以为我这是个什么组织，我怎么受得了？”。